# Спиридонов, Михаил Васильевич
Михаил Васильевич Спиридонов (27 ноября 1937 года, село Ключи, Базарно-Карабулакский район, Саратовская область — 31 декабря 2005 года, деревня Маслово, Орловский район, Орловская область) — председатель колхоза имени XXII партсъезда Орловского района Орловской области. Герой Социалистического Труда (1990). Народный депутат СССР от округов РСФСР.

## Биография
Родился в 1937 году в крестьянской семье в селе Ключи Саратовской области. Окончил сельскохозяйственный институт по специальности «ветеринар». С 1960 года — ветеринар в колхозе «Память Ленина» Хотынецкого района, главный ветеринар в совхозе «Сабуровский» Орловского района. В течение двух лет находился в заграничной командировке в Гвинее, после которой работал в административном аппарате Орловского облисполкома.
В 1978 году назначен председателем колхоза имени XXII партсъезда Орловского района. Колхоз в течение многих лет занимал передовые позиции по производству сельскохозяйственной продукции в Орловской области. Указом № УП — 649 Президента СССР Михаила Сергеевич Горбачёва «О присвоении звания Героя Социалистического Труда т. т. Кочержину Н. Е. и Спиридонову М. В.» от 28 августа 1990 года «за достижение выдающихся результатов в производстве, переработке и продаже государству сельскохозяйственной продукции на основе применения прогрессивных технологий и передовых методов организации труда» удостоен звания Героя Социалистического Труда с вручением ордена Ленина и золотой медали «Серп и Молот».
Избирался делегатом XIX Всесоюзной конференции КПСС, народным депутатом СССР (1989—1991).
Руководил этим хозяйством также после реорганизации колхоза в акционерное общество «Звягинки» до своей кончины в 2005 году.
Награды
- Герой Социалистического Труда
- Орден Ленина
- Орден «Знак Почёта» (22.03.1966)
- Орден Трудового Красного Знамени (21.12.1983)